# جوبا (لاعب كرة قدم)
جوبا هو لاعب كرة قدم برازيلي في مركز الهجوم، ولد في 1984 في Ivaiporã ‏ في البرازيل. لعب مع نادي غوياس.

## وصلات خارجية
- جوبا (لاعب كرة قدم) على موقع Soccerway.com (الإنجليزية)